# Memphis thamyris
Memphis thamyris är en fjärilsart som beskrevs av Pierre André Latreille 1833. Memphis thamyris ingår i släktet Memphis och familjen praktfjärilar. Inga underarter finns listade i Catalogue of Life.